# 鹿島町御代
鹿島町御代（かしままち みよ）は、福島県いわき市の大字である。郵便番号は971-8146。

## 地理
いわき市南東部の小名浜地区に属する。北東で鹿島町船戸、南東で小名浜岡小名、南西で小名浜相子島、北西で小名浜林城とそれぞれ隣接する。概ね町村制施行以前の磐前郡御代村の流れを汲む地域である。矢田川左岸の平地と東側から南側にかけての周囲の丘陵地を範囲とする。平野部は幹線道路沿いの住宅地、商業地として建物が建ち並ぶ。小名浜岡小名内に所在するいわき東警察署及び小名浜に所在する小名浜消防署がそれぞれ管轄にあたる。

### 主な字
字
- 柿境
- 堂ノ前

- 赤坂
- 大一田

- 九反田
- 寺ノ入

- 榎作
- 合曹子

### 河川
- 矢田川

## 歴史
- 1879年1月27日 - 幕府領御代村が福島県内における郡区町村制の施行により磐前郡の村となる[4]。
- 1889年4月1日 - 町村制の施行により御代村が下蔵持村、上蔵持村、久保村、船戸村、米田村、飯田村、走熊村、下矢田村、上矢田村、松久須根村、三沢村と合併し、磐前郡鹿島村が発足する。旧御代村域は鹿島村の大字となる[4]。
- 1896年4月1日 - 磐前郡と周辺郡との合併により石城郡が発足し、石城郡鹿島村となる[4]。
- 1953年10月10日 - 石城郡小名浜町に編入され、小名浜町の大字となる[4]。
- 1954年3月31日 - 小名浜町が泉町、渡辺村、江名町と合併、磐城市が発足し、磐城市の大字となる[4]。
- 1966年10月1日 - 磐城市が平市・常磐市・内郷市・勿来市、石城郡小川町・遠野町・四倉町・川前村・田人村・好間村・三和村、双葉郡久之浜町・大久村と合併しいわき市となり、いわき市小名浜地区の大字となる[4]。

## 世帯数と人口
2023年10月31日現在の世帯数と人口は以下の通りである。
| 大字       | 世帯数  | 人口   |
| ---------- | ------- | ------ |
| 鹿島町御代 | 620世帯 | 1222人 |

## 小・中学校の学区
市立小・中学校に通う場合、学区は以下の通りとなる。
| 番地 | 小学校               | 中学校                     |
| ---- | -------------------- | -------------------------- |
| 全域 | いわき市立鹿島小学校 | いわき市立小名浜第一中学校 |

## 交通

### 道路
- 福島県道26号小名浜平線（鹿島街道）
- 一級市道船戸野田線

## 施設
- ヤマダ電機 テックランドいわき店
- つるやゴルフ いわき店
- 市営御代団地